# Jia (cantante)
Meng Jia (chino: 孟 佳, pinyin: Meng Jia; Loudi, Hunan, 3 de febrero de 1989), más conocida como Jia, es una cantante, rapera y actriz china. Es exmiembro del grupo musical femenino surcoreano Miss A, que fue formado por JYP Entertainment en 2010. Jia es considerada como una de las mejores cuatro celebridades femeninas de origen chino, por su actividad en la escena del espectáculo de Corea del Sur, junto a las demás integrantes de la banda.

## Biografía

### Inicios de su carrera y debut con Miss A
A finales de 2006, mientras estudiaba en Beijing Contemporary Music Academy, Jia descubrió por casualidad una audición de JYP Entertainment que se estaba llevando a cabo en su salón de clases. Motivada por un miembro del personal, decidió participar y pasó la audición con su actuación de baile y la interpretación de la canción "Tell Me" de Wilber Pan. En 2007, firmó un contrato con JYP Entertainment y comenzó su formación.
En 2009, Jia, junto con Sarah, Fei, Huang Yifei y Woo Hye-rim, formó el grupo Sisters y participó en el programa de Zhejiang Television "越跳越美麗". Para junio de 2010, Jia, Fei y Suzy ya eran embajadoras de Samsung Anycall en China y grabaron la canción comercial "Love Again." El 23 de junio de 2010, JYP Entertainment anunció el lanzamiento del nuevo grupo femenino Miss A, integrado por Fei, Jia, Min y Suzy, quienes hicieron su debut en la ceremonia de apertura de Tory Burch.

### Carrera en solitario
A finales de 2016, dejó Miss A y firmó con Banana Culture Music para desarrollar su carrera en solitario en China. 
En 2017, Jia lanzó su primer EP en solitario, "JIA." En 2018, lanzó una serie de cuatro sencillos bajo el título "Colorful Music," que incluye "Weapon", "Free," "例外" y "等空車的人", participando en la composición y escritura de las canciones.
En 2020, ganó el premio a la "Hermana Tesoro Más Querida de 2020" en el programa "Sisters Who Make Waves" y fue miembro del grupo X-SISTER. 
En 2021, lanzó su marca personal Random Experiment. El 26 de noviembre de 2021, publicó su primer sencillo de estilo chino, "东方". 
En 2023, realizó su primer concierto en solitario en Guangzhou y lanzó su segundo EP, "JIALAND."

## Discografía

### EP
- 2017: JIA
- 2023: JIALAND

### Sencillo
- 2016: Drip
- 2017: Who's That Girl
- 2017: Candy
- 2017: Mood
- 2018: Weapon
- 2018: Free
- 2018: 例外
- 2018: 等空车的人
- 2021: Glass Wall (透明空间)
- 2021: 东方
- 2023: 星光
- 2024: 字正腔圆
- 2024: 为敌

## Filmografía

### Series de televisión
| Año  | Título                | Personaje                     | TV canal  |
| ---- | --------------------- | ----------------------------- | --------- |
| 2011 | Dream High            | Cameo como bailarina (ep 16)  | KBS2 TV   |
| 2012 | Dream High 2          | Cameo como ella misma (ep 15) | KBS 2TV   |
| 2014 | One and a Half Summer | Song Qing                     | TBA       |
| 2015 | L.U.V Collage         | Ai Lin                        | Web Drama |

### Show de variedades
| Año  | Título                 | Personaje                          | TV canal            |
| ---- | ---------------------- | ---------------------------------- | ------------------- |
| 2010 | Flower Bouquet         | Invitada junto con Miss A          | MBC                 |
| 2012 | Gag Concert            | Cameo junto con Miss A             | KBS                 |
| 2012 | 1 vs. 100              | Invitada junto con Suzy and Hongki | KBS                 |
| 2012 | Everyone Weekly Idol   | Invitada junto con Miss A          | MBC                 |
| 2012 | Strong Heart           | Invitada junto con Miss A Suzy     | SBS                 |
| 2012 | Magic Concert          | Invitada junto con Miss A Min      | MBC                 |
| 2012 | Weekly Idol            | Invitada junto con Miss A          | MBC                 |
| 2012 | Let's Go Dream Team 2  | Invitada junto con Miss A & Sistar | KBS 2TV             |
| 2018 | Hot Blood Dance Crew   | Participante                       | IQiyi               |
| 2020 | Sisters Who Make Waves | Participante                       | Hunan Television    |
| 2020 | Happy Camp             | Invitada                           | Hunan Television    |
| 2021 | The Feast              | Participante                       | Zhejiang Television |
| 2022 | Campus Go 2022         | Mentor                             | Tencent             |
| 2022 | The Feast 2            | Participante                       | Zhejiang Television |
| 2023 | The Feast 3            | Participante                       | Zhejiang Television |
| 2024 | The Great Ones 2       | Mentor                             | Zhejiang Television |

### Vídeos En Solitario
| Año  | Título de la canción |
| ---- | -------------------- |
| 2016 | 给我乖（Drip）       |
| 2017 | 糖果 (Candy)         |
| 2017 | Mood                 |
| 2018 | Free                 |
| 2021 | Glass Wall           |
| 2022 | 东方                 |
| 2023 | KNOCKOUT             |
| 2023 | GOOD GOOD LOVE       |